# 塀の中の懲りない面々
『塀の中の懲りない面々』（へいのなかのこりないめんめん）は、1986年に出版された安部譲二の小説。またそれを原作とする1987年公開の日本映画。

## 概要
刑務所を舞台に、一筋縄ではいかない懲役囚たちの日常を描いた安部譲二の自伝的小説でデビュー作である。1986年8月1日に文藝春秋から出版された。1987年に松竹の映画化やTBSのドラマ化で映像作品となり、新語・流行語大賞の流行語大賞となった。
「塀の中」とは刑務所を指し、「懲りない面々」とは自由が制限される刑務所服役経験があるにもかかわらず入出所を繰り返す累犯罪者達のことを指している。井狩春男によると、当初は書名の「塀」を「かべ」や「おり」、「懲りない」を「かぎりない」と誤読される例が多かったという。
1987年に続編『塀の中のプレイボール』を出版。こちらも同年に映画化されている。
1988年に土山しげるの作画で漫画化され、文春コミックスで発売された（上下巻二冊立て）。

## 既刊一覧

### 小説
文藝春秋 単行本 全3巻
1. 1986年8月 ISBN 978-4-16-340730-2
2. 1988年2月 ISBN 978-4-16-342130-8
3. 1994年8月 ISBN 978-4-16-349160-8

文藝春秋 文春文庫
1. 1989年6月 ISBN 978-4-16-750601-8
2. 1990年8月 ISBN 978-4-16-750603-2

新風舎 新風舎文庫
1. 2004年4月 ISBN 978-4-7974-9336-8

### 漫画
文藝春秋 文春コミック 土山しげる画 上下巻
- 上 1988年10月25日 ISBN 978-4-16-850110-4
- 下 1988年10月25日 ISBN 978-4-16-850111-1

『塀の中の懲りない面々 受刑者たちの日常編』少年画報社 ヤングキングベスト 土山しげる画
- 2014年10月27日 ISBN 978-4-78-595409-3

## 映画

### 塀の中の懲りない面々
1987年8月15日公開。製作は松竹映像・磯田事務所、配給は松竹。配給収入は12億4000万円。同時上映は『男はつらいよ 知床慕情』。

#### キャスト
- 安部直也：藤竜也
- ドク・西畑：植木等
- 城山勉：柳葉敏郎
- 飯田三郎：森山潤久
- 松沢英司：上杉祥三
- 北川：糸井重里
- 蛇哲：江夏豊
- 山崎明：川谷拓三
- 岩崎源吉：なべおさみ
- 上州河童：ケーシー高峰
- 宇都宮：浦田賢一
- 石井：汐路章
- すずめ：ストロング金剛
- 鉄っつぁん：江戸家猫八
- 小山忠造：花沢徳衛
- 安部春代：丹阿弥谷津子
- 水田順一：安部譲二
- 熊井（鬼熊）：山城新伍
- 風見待子：小柳ルミ子
- 敏いとう、中丸新将、鈴木ヤスシ、中根徹、高峰圭二、河原さぶ、上原由恵、佐戸井けん太　ほか

#### スタッフ
- 監督：森﨑東
- 脚本：鈴木則文、梶浦政男
- 主題歌：一世風靡セピア「我が愛しき犯罪者たち」
- 音楽：佐藤勝
- 製作者：山内静夫、磯田啓二
- プロデューサー：杉崎重美、中川滋弘、大西悦子
- 撮影：坂本典隆
- 編集：太田和夫
- 美術：重田重盛
- 照明：八亀実
- 録音：原田真一
- 殺陣：國井正廣
- 現像：IMAGICA

### 塀の中のプレイボール
1987年11月21日公開。

#### キャスト
- 水田順一：草刈正雄
- 加納侠道：ジョニー大倉
- 川崎健太：京本政樹
- 中島達：森山潤久
- 竿師段平：松澤一之
- 山根務：黒田アーサー
- 大野浩：長門勇
- 小山忠：下元勉
- 富島虎松：荒勢
- 三原良太：ガッツ石松
- 奥崎昭：野坂昭如
- 山本英夫：伊武雅刀
- 安部直也：安部譲二
- 鮫津：山城新伍
- 深田：安岡力也
- 川上保安課長：五代高之
- 高村所長：小松方正
- エースコック：川藤幸三
- サラリーマン：山口弘和
- サラリーマン：竹田高利
- ハテナ：山崎イサオ
- 見学者：南伸坊
- 善さん：木村元
- 胱：松岡知重
- 宮原麻由子：小林ひとみ
- 飛び魚ミミ：岡田奈々
- 栗田夏代：小柳ルミ子

#### スタッフ
- 監督：鈴木則文
- 脚本：鈴木則文、掛札昌裕
- 原作：安部譲二
- 企画：磯田事務所
- 製作：磯田啓二、杉崎重美
- プロデューサー：大西悦子、小坂一雄
- 撮影：羽方義昌
- 美術：重田重盛
- 音楽：山崎稔
- 主題歌：EARTHSHAKER  「炎に身を焦がして」
- 録音：近藤勲
- 照明：宮原敬
- 編集：後藤彦治
- 助監督：満友敬司
- スチール：金田正

## テレビドラマ

### 塀の中の懲りない面々 (テレビドラマ)
TBSにおいて、1987年から1990年まで2時間ドラマ5作品が放送された。1991年に、渡瀬主演の続編「塀の中のプレイ・ボール」も制作されている。

#### キャスト
全作出演
- 安部直也：渡瀬恒彦
- 西畑安吉（ドク）：小林亜星
- 安部の元妻：音無美紀子
- 熊井刑務官：平泉成

数作品出演
- 安部譲二
- 綿引勝彦（1・2・3）
- 藤岡重慶（1・2）
- 新井康弘（1・2）
- 下條正巳（1・2・5）
- 芦沢孝夫：ガッツ石松（1・3・4・5）
- 安部の母親：杉村春子（1・3・4・5）
- 仙川俊光：鶴田忍（3・4）
- 小山和夫：松澤一之（3・4・5）
- 平田常治：木場勝己（4・5）

第1作
- 秋野太作
- 下條アトム
- 片岡鶴太郎

希望の出所編
- なべおさみ
- 名古屋章
- 松山政路
- ベンガル
- 小島三児
- ケント・デリカット
- 有森也実
- 羽賀研二
- 浜村純
- 山形勲
- 丹波哲郎

嵐の完結編
- 殿山泰司
- 山本亘
- 梅津栄
- 榎木兵衛

明日への叛乱編
- 武内四郎：船越英一郎
- 野田昭平：今福将雄
- 稲葉春男：立原博
- 高島秀信：草薙良一
- 本多勝夫：小林進

満願出所編
- 岡本信人
- 林家木久蔵
- 松崎真
- 稲川淳二

#### スタッフ
- 脚本：横田与志
- 音楽：城之内ミサ「抱きしめて Once Again」
- プロデューサー：清弘誠、中川善晴
- 演出：清弘誠

#### 放送日・時間
水曜ドラマスペシャル（1） → 土曜ドラマスペシャル（2・3）  → 月曜ドラマスペシャル （4・5）
1. 第1作:1987年5月27日
2. 「希望の出所編」:1988年4月9日 22:02 - 23:52
3. 「嵐の完結編」:1988年10月15日
4. 「明日への叛乱編」:1989年12月18日
5. 「満願出所編」:1990年4月9日

### 塀の中のプレイ・ボール (テレビドラマ)
1991年4月22日、月曜ドラマスペシャルで放送された。主演は「塀の中の懲りない面々」から引き続いて渡瀬恒彦。1991年5月に「大遠投〜「塀の中のプレイ・ボール」より〜」の名でVHSが発売されている。

#### キャスト
- 渡瀬恒彦（水田順一）、高品格、古村比呂、佐藤慶、大木実、石倉三郎、鳳啓助、光石研、松澤一之、平泉成、大木実、鳳啓助、安部譲二、杉下茂（特別出演）、田宮謙次郎（特別出演）、小林昭男、江幡高志、南州太郎、鶴田忍、木場勝己、飯島大介、大島宇三郎、藤城和明、椎谷建治、南雲勇助、掛田誠

#### スタッフ
- 原作・脚本：安部譲二
- 主題歌：城之内ミサ「哀しみの大地から」
- プロデューサー：清弘誠、中川善晴
- ディレクター・監督：清弘誠